# Erik Soder von Güldenstubbe
Erik Soder von Güldenstubbe (* 13. Mai 1948 in Rosenheim) ist ein deutscher römisch-katholischer Kirchenhistoriker und Archivar.

## Leben
Soder von Güldenstubbe studierte an der Universität Würzburg katholische Theologie und Geschichte und war ab 1976 wissenschaftlicher Assistent bei Elmar Klinger am Würzburger Lehrstuhl für Fundamentaltheologie. 1977 wurde er Diözesanarchivar im Bistum Würzburg. Soder von Güldenstubbe wurde 2017 an der PTH Vallendar mit einer Arbeit über die Kongregation der Schwestern des Erlösers zum Dr. theol. promoviert. Gutachter waren Joachim Schmiedl und Paul Rheinbay.
Soder von Güldenstubbe ist Familiare des Deutschen Ordens und Bundesbruder der KDStV Thuringia zu Würzburg.

## Schriften (Auswahl)
Schriftenverzeichnis Erik Soder von Güldenstubbe. In: Würzburger Diözesangeschichtsblätter. Bd. 86 (2023), S. 567–582.
- Würzburg, Stadt des heiligen Kilian. In: Heinz Otremba (Hrsg.): 15 Jahrhunderte Würzburg. Echter, Würzburg 1979, ISBN 3-429-00641-4.
- Aufgaben und Probleme kirchlicher Archivarbeit im Bistum Würzburg. Würzburg 1980, OCLC 633886758.
- Frauen in der Geschichte unserer Stadt und im Bistum Würzburg. Katholischer Deutscher Frauenbund, Würzburg 1989, OCLC 74889417.
- Unsere Welt? Texturen. Röll, Dettelbach 1999, ISBN 3-89754-132-7.
- Katholische Elternschaft Deutschlands. Geschichte der Gründung. KED, Bonn 2004 (Schriftenreihe der KED; 41), ISBN 3-934166-12-1.
- Die Schwestern des Erlösers (Congregatio Sororum a Sancto Redemptore). Geschichte einer Schwesterngemeinschaft 1849–2016. Theologische Dissertation, Vallendar 2017. (Digitalisat).